# Saint-Elzéar (Bonaventure)
Pour les articles homonymes, voir Saint-Elzéar.
Saint-Elzéar (parfois identifiée Saint-Elzéar-de-Bonaventure) est une municipalité du Québec située dans la MRC de Bonaventure en Gaspésie-Îles-de-la-Madeleine.

## Toponymie
Bien que son nom puisse rappeler Elzéar de Sabran, « l'appellation choisie honore la mémoire de celui qui, le premier, a incité des colons à s'établir à cet endroit, monseigneur Elzéar Matte », selon la Commission de toponymie du Québec.

## Histoire
La paroisse de Saint-Elzéar, fondée en 1924, est érigée canoniquement en 1935. Son territoire est issu de ceux de Bonaventure, New Carlisle et Paspébiac-Ouest. La municipalité est incorporée en 1965.

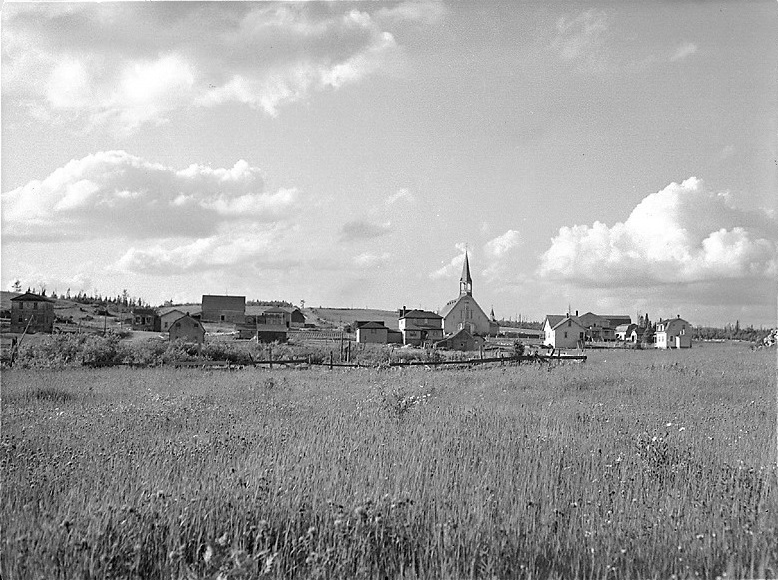
Vue de l'église et du village de Saint-Elzéar, comté de Bonaventure. À droite: maison du premier colon arrivé à cet endroit, en 1929.
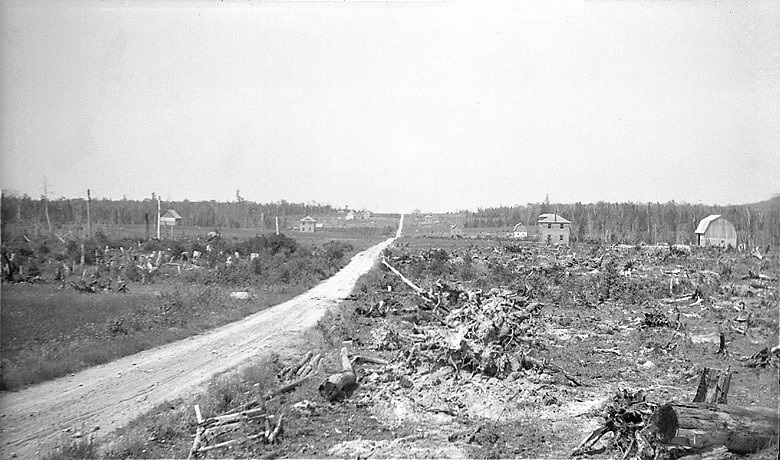
Colonie de Saint-Elzéar, comté de Bonaventure, 1941.

## Géographie
Saint-Elzéar est à 35 km à l'est de New Richmond, au nord de Bonaventure, et de New Carlisle. Son territoire est situé entre les municipalités de la rive nord de la baie des Chaleurs et le territoire forestier non organisé de Rivière-Bonaventure.
La rivière Bonaventure délimite l'ouest de la municipalité et la rivière Hall traverse la municipalité du nord-est au sud-ouest.

## Démographie
| 1996 | 2001 | 2006 | 2011 | 2016 | 2021 |
| ---- | ---- | ---- | ---- | ---- | ---- |
| 565  | 508  | 508  | 467  | 458  | 464  |

## Administration
Les élections municipales se font en bloc pour le maire et les six conseillers.
| Saint-Elzéar Maires depuis 2001                                                                                      |                       |                                           |          |
| Élection | Maire                 | Qualité                                   | Résultat |
| 2001 | Damien Arsenault      | Député libéral de Bonaventure (2011-2012) | Voir     |
| 2005 | Damien Arsenault      | Député libéral de Bonaventure (2011-2012) | Voir     |
| 2009 | Damien Arsenault      | Député libéral de Bonaventure (2011-2012) | Voir     |
| 2011 | Raymond Marcoux       |                                           | Voir     |
| 2013 | Raymond Marcoux       | Voir                                      |          |
| 2017 | Marie-Louis Bourdages |                                           | Voir     |
| 2021 | Paquerette Poirier    |                                           | Voir     |
| Élection partielle en italique Depuis 2005, les élections sont simultanées dans toutes les municipalités québécoises |                       |                                           |          |

## Économie
L'économie de Saint-Elzéar tourne principalement autour du secteur forestier et de l'agriculture.

## Attraits
Saint-Elzéar a sur son territoire une grotte âgée de plus de 230 000 ans; ce qui la qualifie ainsi de plus vieille grotte du Québec découverte à ce jour. Découverte en 1974, elle est ouverte au public depuis 1990. Ses stalactites, stalagmites et toutes les autres concrétions qu'elle abrite, continuent de grandir depuis des millénaires.